# Zbrodnia w Lataczu
Zbrodnia w Lataczu – zbrodnia popełniona w nocy z 15 na 16 stycznia 1945 roku przez oddział Ukraińskiej Powstańczej Armii na polskich mieszkańcach wsi Latacz, położonej w powiecie zaleszczyckim województwa tarnopolskiego, podczas sowieckiej okupacji tych ziem. W wyniku tego ataku zginęło od 74 do 90 osób, 60 zostało rannych.

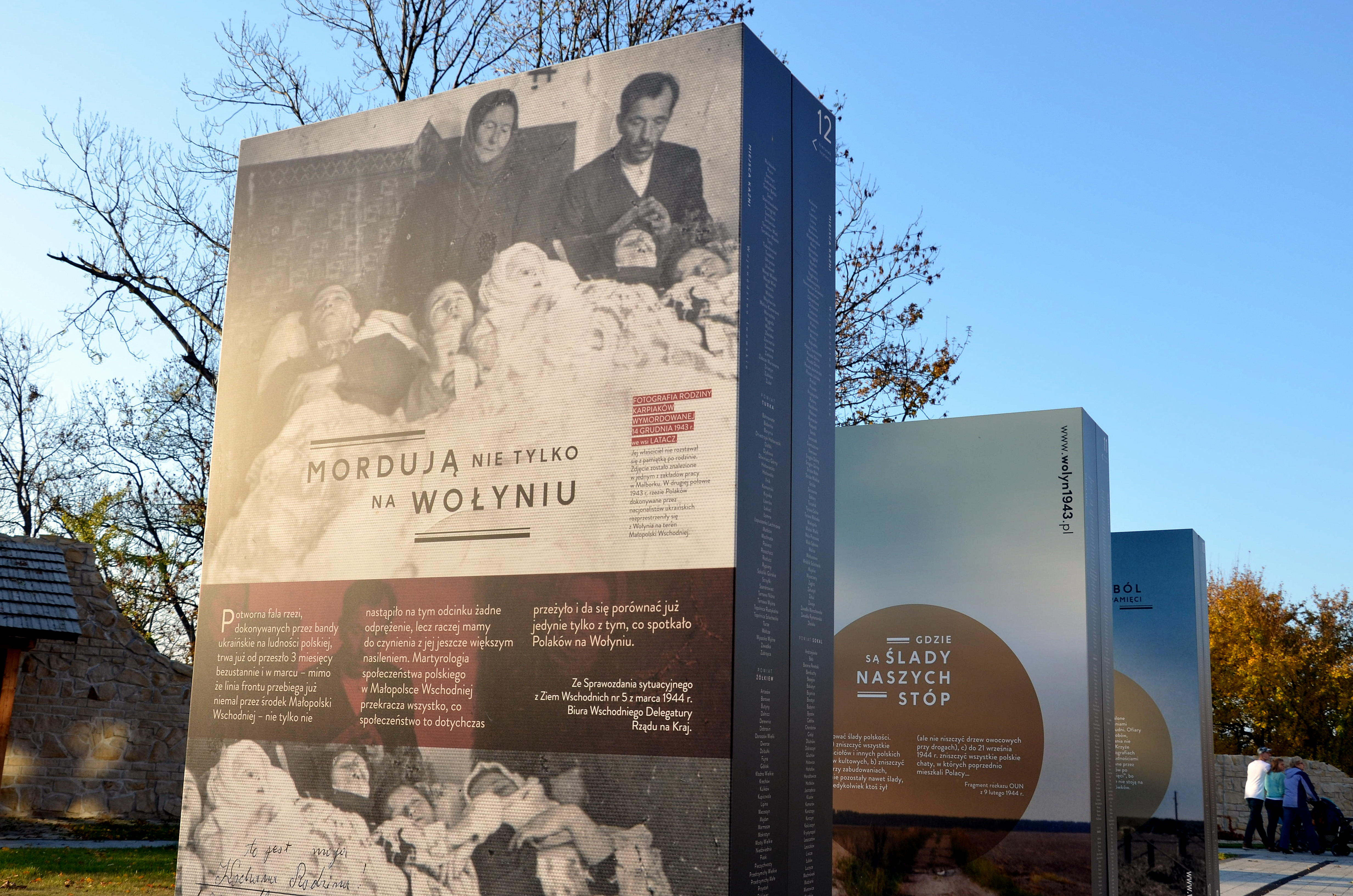
Zdjęcie zabitych z rodziny Karpiaków z Latacza prezentowane na wystawie „Wołyń 1943. Wołają z grobów, których nie ma”

Atak na Polaków w Lataczu nastąpił w nocy z 15 na 16 stycznia 1945 roku. Według wspomnień zgromadzonych przez Stowarzyszenie Upamiętniania Ofiar Zbrodni Ukraińskich Nacjonalistów we Wrocławiu, napad był poprzedzony koncentracją sił UPA w ukraińskiej części wsi. Następnie zaatakowano polską część wsi przy pomocy broni palnej i granatów; podpalano także zabudowania. Według sprawozdania Komitetu Ziem Wschodnich atak spotkał się ze zbrojnym odporem, w wyniku którego zadano przeciwnikowi „duże straty”, jednak niewspółmierne do liczby zabitych Polaków. Wieś uległa w większości spaleniu, „od kul, siekier i noży” zginęło 74 Polaków, głównie kobiet i dzieci a 60 zostało rannych. R. Kotarba i G. Hryciuk podają liczbę 80 zabitych, H. Komański i Sz. Siekierka oraz R. Niedzielko – 90.
Niektórzy Polacy jeszcze przez kilka dni po zbrodni byli ukrywani przed banderowcami w domach ukraińskich w Lataczu. Miejscowy ksiądz greckokatolicki przechowywał w piwnicy rodzinę Celestyny Litwińczuk i kilkunastu innych Polaków. Po rozejściu się pogłosek o ich obecności pomógł zorganizować ich ewakuację do Tłustego.
Wcześniejszym mordem dokonanym przez ukraińskich nacjonalistów w Lataczu było zabicie 14 grudnia 1943 roku 9 Polaków, w tym 6-osobowej rodziny Karpiaków.